# Edward Coxen
Edward Coxen est un acteur anglo-américain né le 8 août 1880 à Southwark en Londres (Royaume-Uni), mort le 21 novembre 1954 à Hollywood (États-Unis).

## Filmographie

### Années 1910
- 1911 : Mesquite's Gratitude : The Kid
- 1911 : He Who Laughs Last : Jim
- 1912 : The Dude Cowboy : The Dude Cowboy
- 1912 : Things Are Seldom What They Seem : Handsome Burt
- 1912 : The Swimming Party
- 1912 : The Trail Through the Hills : Harry
- 1912 : Outwitting Father
- 1912 : The Schoolma'm of Stone Gulch
- 1912 : The Trail of Gold
- 1912 : A Fish Story
- 1912 : Hypnotic Nell
- 1912 : Ranch Girls on a Rampage
- 1912 : The Pugilist and the Girl
- 1912 : The Girl Bandit's Hoodoo
- 1912 : The Mine Swindler
- 1912 : The Woman Hater
- 1912 : The Loneliness of the Hills
- 1912 : In Peril of Their Lives
- 1912 : Chipps of the Old Block
- 1912 : Queen of the Kitchen
- 1912 : A Hospital Hoax : The Doctor
- 1912 : The Belle of the Beach
- 1912 : Paying the Board Bill
- 1912 : Death Valley Scotty's Mine
- 1912 : Pat the Soothsayer
- 1912 : The Pony Express Girl
- 1912 : I Saw Him First
- 1912 : The Hidden Treasure de Wallace Reid
- 1912 : The Bachelor's Bride
- 1912 : The Chaperon Gets a Ducking : Tom
- 1913 : The Lesson
- 1913 : The Fugitive de Wallace Reid
- 1913 : Love and the Law
- 1913 : The Trail of Cards : The Cowboy Hero
- 1913 : Where Destiny Guides de Wallace Reid : Dick
- 1913 : One on Willie
- 1913 : A Rose of Old Mexico de Wallace Reid : Pedro
- 1913 : The Latent Spark de Wallace Reid
- 1913 : The Orphan's Mine de Wallace Reid
- 1913 : The Renegade's Heart de Wallace Reid
- 1913 : The Mute Witness de Wallace Reid
- 1913 : When the Light Fades
- 1913 : The Greater Love
- 1913 : Oil on Troubled Waters
- 1913 : Convicted for Murder
- 1913 : The Crimson Stain
- 1913 : Red Sweeney's Defeat
- 1913 : The Poisoned Chop
- 1913 : The Flirt and the Bandit
- 1913 : The Ghost of the Hacienda
- 1913 : Crooks and Credulous
- 1913 : The Making of a Woman
- 1913 : Taming a Cowboy
- 1913 : The End of Black Bart
- 1913 : In Three Hours
- 1913 : Brother Love de Wallace Reid : David Mason
- 1913 : The Step Brothers
- 1913 : Follies of a Day and a Night
- 1913 : What Her Diary Told
- 1913 : The Drummer's Honeymoon
- 1913 : Martha's Decision
- 1913 : The Trail of the Lost Chord
- 1913 : A Spartan Girl of the West
- 1913 : A Divorce Scandal
- 1913 : Armed Intervention
- 1913 : Where the Road Forks
- 1913 : Fate's Round-Up
- 1913 : Ashes of Three
- 1913 : The Shriner's Daughter
- 1913 : In the Firelight
- 1914 : The Miser's Policy
- 1914 : The Power of Light (en)
- 1914 : Unto the Weak
- 1914 : The Return of Helen Redmond
- 1914 : Calamity Anne in Society
- 1914 : The Hermit
- 1914 : The Lost Treasure
- 1914 : The Money Lender
- 1914 : The Dream Child
- 1914 : The Carbon Copy
- 1914 : A Modern Free-Lance
- 1914 : The Town of Nazareth
- 1914 : Like Father, Like Son
- 1914 : The Second Clue
- 1914 : The Independence of Susan
- 1914 : Her Fighting Chance
- 1914 : The Smouldering Spark
- 1914 : In the Moonlight
- 1914 : A Soul Astray
- 1914 : Footprints of Mozart
- 1914 : Sheltering an Ingrate
- 1914 : Jim de Tom Ricketts
- 1914 : The Little House in the Valley
- 1914 : The Lure of the Sawdust
- 1914 : Youth and Art
- 1914 : Business Versus Love
- 1914 : The Broken Barrier
- 1914 : At the End of a Perfect Day
- 1914 : The Widow
- 1914 : The Butterfly
- 1914 : False Gods
- 1914 : This Is th' Life
- 1914 : Lodging for the Night
- 1914 : The Song of the Sea Shell
- 1914 : The Wrong Birds
- 1914 : Lola
- 1914 : The Mirror (en)
- 1914 : The Redemption of a Pal
- 1914 : Down by the Sea
- 1914 : Daphnia
- 1914 : Daylight
- 1914 : The Final Impulse
- 1914 : Blue Knot, King of Polo
- 1914 : The Ruin of Manley
- 1914 : A Slice of Life
- 1914 : The Stolen Masterpiece
- 1914 : Beppo
- 1914 : The Archeologist
- 1914 : The Beggar Child
- 1914 : In Tune
- 1914 : The Silent Way
- 1914 : When a Woman Waits
- 1915 : The Tin Can Shack
- 1915 : His Obligation
- 1915 : The Castle Ranch
- 1915 : Restitution
- 1915 : The Legend Beautiful
- 1915 : The Alarm of Angelon
- 1915 : The Crucifixion of Al Brady
- 1915 : Silence
- 1915 : Imitations
- 1915 : Justified : Tom Allen
- 1915 : Saints and Sinners
- 1915 : The Decision
- 1915 : The Derelict : Leo Holmes
- 1915 : His Mysterious Neighbor
- 1915 : Ancestry
- 1915 : Reformation
- 1915 : His Brother's Debt
- 1915 : The Wishing Stone
- 1915 : The Day of Reckoning
- 1915 : Wife Wanted
- 1915 : One Summer's Sequel
- 1915 : The Broken Window
- 1915 : The Greater Strength
- 1915 : Reprisal
- 1915 : The Resolve
- 1915 : The Guiding Light
- 1915 : High Cost of Flirting
- 1915 : The Zaca Lake Mystery
- 1915 : Wait and See
- 1915 : The Deception
- 1915 : Detective Blinn
- 1915 : Comrades Three
- 1915 : The Jilt
- 1915 : Mixed Wires
- 1915 : The Divine Decree
- 1915 : The Forecast
- 1915 : Senor's Silver Buckle
- 1915 : It Was Like This
- 1915 : The Sting of It
- 1915 : Just as It Happened
- 1915 : Visitors and Visitees
- 1915 : Out of the Ashes
- 1915 : On Secret Service de Thomas H. Ince
- 1915 : Alice of Hudson Bay
- 1915 : Drifting
- 1915 : The Key to the Past
- 1915 : Spider Barlow Cuts In
- 1915 : The Water Carrier of San Juan
- 1916 : Spider Barlow Meets Competition
- 1916 : A Modern Sphinx
- 1916 : The Happy Masquerader
- 1916 : The Suppressed Order
- 1916 : In the Shuffle
- 1916 : Bonds of Deception
- 1916 : Pendulum of Chance
- 1916 : His Masterpiece
- 1916 : A Broken Genius
- 1916 : Pierre Brissac, the Brazen
- 1916 : The Pretender
- 1916 : Repaid
- 1916 : The Trail of the Thief
- 1916 : The Fate of the Dolphin
- 1916 : Love's Bitter Strength
- 1916 : Out of the Rainbow
- 1916 : Ruth Ridley Returns
- 1916 : The Key
- 1916 : The Dreamer
- 1916 : A Woman's Daring : Philip Rogers
- 1916 : Citizens All
- 1916 : The Voice of Love : Philip Morse
- 1916 : The Franchise
- 1917 : Beware of Strangers : Harry Lyttle
- 1917 : The Bearded Fisherman
- 1917 : The Curse of Eve : John Gilbert
- 1917 : Who Shall Take My Life? : Fran Coswell
- 1918 : Mother, I Need You
- 1918 : A Man's Man : John Cafferty
- 1918 : Madame Qui ? (Madam Who?) de Reginald Barker : John Armitage
- 1918 : The Crime of the Hour
- 1918 : Go West, Young Man : Dandy Jim
- 1918 : Within the Cup : Ernst Faber
- 1918 : Carmen of the Klondike : Cameron Stewart
- 1918 : Blindfolded : Robert Benton
- 1918 : Honor's Cross : Lee Stevens
- 1918 : A Law Unto Herself (en) de Wallace Worsley : Bertrand Beaubien
- 1918 : The White Lie : Gordon Kingsley
- 1918 : The Bells : Christian
- 1918 : The Heart of Rachael : Joe Pickering
- 1918 : Quicksand : Jim Bowen
- 1919 : The Betrayal : Karl Sturm
- 1919 : Le Secret de l'or (Desert Gold), de T. Hayes Hunter : Capitaine George Thorne
- 1919 : More Deadly Than the Male : Richard Carlin
- 1919 : In Old Kentucky, de Marshall Neilan : Joe Lorey

### Années 1920
- 1920 : The Amazing Woman : Ralph Strong
- 1920 : Witch's Gold
- 1920 : The Path She Chose : Parker
- 1920 : Mountain Madness : Martin Hale
- 1920 : Honor Bound de Jacques Jaccard : James Ellison
- 1921 : No Man's Woman : The Man
- 1921 : Desperate Trails (en) : Walter A. Walker
- 1922 : Nine Points of the Law : Bruce McLeod
- 1922 : The Veiled Woman : The Piper
- 1922 : The Stranger of the Hills
- 1923 : Foolish Mothers
- 1923 : Temporary Marriage : Prosecuting Attorney
- 1923 : The Flying Dutchman : Robert
- 1923 : A Man's Man (it) d'Oscar Apfel : John Cafferty
- 1923 : Scaramouche, de Rex Ingram : Jacques
- 1923 : Les Lois de l'hospitalité (Our Hospitality), de Buster Keaton et John G. Blystone : John McKay
- 1924 : Cœur de brigand (en) (Singer Jim McKee) de Clifford Smith : Hamlin Glass Jr.
- 1924 : One Glorious Night : Club Secretary
- 1924 : Flashing Spurs : Steve Clammert (The Spider)
- 1925 : Le Sans-Patrie (The Man Without a Country) de Rowland V. Lee : Lt. Harper
- 1925 : Cold Nerve
- 1926 : The Test of Donald Norton : Layard
- 1926 : The Man in the Shadow : Harry Jackson
- 1927 : Galloping Glory
- 1927 : God's Great Wilderness : Paul Goodheart
- 1927 : Web of Fate (en)
- 1927 : Galloping Fury : James Gordon

### Années 1930
- 1930 : The Spoilers : Lawyer
- 1932 : Wild Girl : Vigilante
- 1932 : Young Blood (en) : Townsman
- 1932 : The Fighting Champ (en) de John P. McCarthy : Townsman
- 1933 : The Lone Avenger : Card player
- 1933 : King of the Arena : Sheriff
- 1933 : The Trail Drive : Store Owner
- 1933 : Gun Justice : Jim Lance
- 1934 : Wheels of Destiny : Dad Collins
- 1934 : Smoking Guns : Bob Masters
- 1935 : The Silent Code : Nathan Brent
- 1935 : Five Bad Men (en) de Clifford Smith : Sim Bartlett
- 1935 : The Ghost Rider : Dad Burns
- 1935 : Circle of Death : Father
- 1935 : Les Loups du désert (Westward Ho), de R.N. Bradbury : State official
- 1936 : Oh, Susanna!, de Joseph Kane : Sage City Townsman
- 1936 : Code of the Range : Angus McLeod
- 1937 : Riders of the Dawn de Robert N. Bradbury : State Official
- 1937 : Thunder Trail (en) de Charles Barton : Martin
- 1938 : West of Rainbow's End : Joel Carter
- 1938 : Little Miss Roughneck : Bearded Man
- 1938 : Cattle Raiders : Doc Connors
- 1938 : South of Arizona : Rancher Jed
- 1939 : Texas Stampede : Seth
- 1939 : Down the Wyoming Trail : Whiskers

### Années 1940
- 1940 : Pioneers of the Frontier (en) : Hardrock
- 1940 : Tumak, fils de la jungle (One Million B.C.), de Hal Roach et Hal Roach Jr. : Rock Person
- 1941 : Across the Sierras (en) : Doctor
- 1941 : King of Dodge City (en) : Sheriff Daniels